# Nataša Kandić
Nataša Kandić   (Kragujevac, 16 de desembre de 1946) (alfabet ciríl·lic serbi: Наташа Кандић, nascuda el 1946) és una activista de drets humans sèrbia i fundadora i exdirectora executiva del Centre del Dret Humanitari (HLC), una organització que fa campanya pels drets humans i la reconciliació a l'antiga Iugoslàvia, centrant-se en el paper serbi en el conflicte. Es va formar el 1992. La recerca del HLC va ser integral per als processos de delictes de guerra del Tribunal Penal Internacional per a l'antiga Iugoslàvia (ICTY), en particular el vídeo de "pistola fumejant" que implicava forces militars sèrbies en la matança de Srebrenica. Ha guanyat nombrosos premis internacionals per la seva tasca de drets humans (el Premi Ovservador Objectiu d'Amnistia Internacional, entre d'altres). És una figura controvertida a Sèrbia, on ha estat objecte d'una demanda de difamació per part de l'expresident de Sèrbia Tomislav Nikolić.

## Centre del Dret Humanitari
Kandić és sociòloga de formació. El 1992 va ser fundadora i directora executiva del Centre del Dret Humanitari a Belgrad, una organització de drets humans que ha estat lloada per les seves investigacions sistemàtiques i imparcials d'abusos contra els drets humans. Des del començament de les guerres iugoslaves a principis dels noranta, ha documentat i protestat contra els crims de guerra comesos entre 1991 i 1999, incloses la tortura, violació i assassinat. Segons Businessweek, el seu treball va despertar l'odi dels companys serbis i caps militars de tota la regió i va guanyar l'admiració dels defensors dels drets humans a tot el món.
Durant la Guerra de Kosovo va recórrer Sèrbia i va proporcionar informació al món exterior sobre les violacions de drets humans comesos per grups policials i paramilitars. Va ser una de les poques activistes de drets sèrbies a continuar investigant la crisi de Kosovo després de l'assassinat de Slavko Curuvija i col·laborar amb activistes albanesos ètnics. Ella i el seu personal van rebre amenaces anònimes pel seu treball, i la seva oficina va ser pintada amb esprai amb una esvàstica i el missatge "espies de l'OTAN".
Al desembre de 1999 l'advocat de HLC, Teki Bokshi, va ser arrestat a Kosovo per la policia sèrbia, amb la protesta de l'HLC i de l'enviat de les Nacions Unides.
Les proves que va recollir van ser utilitzades més tard en la preparació d'acusacions per part del Tribunal Penal Internacional per a l'antiga Iugoslàvia a La Haia. Va proporcionar un vídeo en què paramilitars serbis de Bòsnia executaven sis presoners musulmans bosnians prop de Trnovo, utilitzat com a prova del paper de Sèrbia en la matança de Srebrenica, on van morir 7.500 homes i nens bosnians. Kandić havia localitzat una còpia de la cinta, originalment feta pels mateixos paramilitars, d'un home de Šid, que li la va proporcionar amb l'única condició que no l'ensenyés fins que no hagués sortit del país amb seguretat. Els extractes de la cinta van ser mostrats més tard a les televisions sèrbia i bosniana. The Guardian va descriure la cinta com una "pistola fumejant", "la prova final i incontrovertible de la participació de Sèrbia en les massacres de Srebrenica" mentre que The New York Times va qualificar l'aparició de la cinta a la televisió sèrbia com un moment de "cascada" per al país. Kandić va criticar un judici el 2007 a Sèrbia en què el president del tribunal havia descrit el crim com "matar sis homes d'origen musulmà", dels quals "no estava clar si venien de Srebrenica". Kandić va dir: "Aquesta sentència envia un missatge molt perillós", indicant a més: "Tant des del punt de vista de la moral com dels fets, això no és justícia".
El 2003, va criticar el desplegament de tropes sèrbies a l'Afganistan, afirmant que l'exèrcit primer ha de reformar-se i acabar els judicis per crims de guerra.
El 2004 va contribuir a l'exposició del periodista nord-americà Jack Kelley, un reporter d'USA Today que s'ha descobert que havia fabricat històries importants, quan va disputar el seu relat que la utilitzava com a font d'una història de primera plana de juliol de 1999 en una ordre de l'Exèrcit Iugoslau per tal de "netejar" un poble a Kosovo.

## Incident de la plaça de la República de 2003
El 2003 Kandić va assistir a una manifestació de protesta celebrada el Dia Internacional de les Víctimes de Desaparicions Forçades a la plaça de la República (Belgrad), contra la manca d'informació sobre serbis de Kosovo desapareguts des del conflicte de 1999. Va ser confrontada i insultada repetidament per altres assistents que li van cridar "traïdora", després que Nikola Popović, una refugiada sèrbia de Kosovo d'edat avançada, la va confrontar directament, li va donar una palmada a la cara i li va cridar l'atenció. Els policies presents l'apartaren a un costat i li van demanar els documents; va protestar dient que havien de demanar-los a d'altres persones. Després, la policia la va acusar de comportament violent en públic i de desobeir les ordres policials.
L'organització que representava els refugiats serbis també va presentar càrrecs. Ella va justificar el seu acte afirmant que havia de "defensar-se del patriotisme serbi". El juliol de 2005, el primer tribunal municipal de Belgrad va desestimar la demanda privada contra Kandić. Els assistents van titllar el jutge president de "serbi traïdor".

## Demanda de difamació
Kandić va ser declarada culpable per càrrecs de difamació al febrer de 2009 després que declarés el 2006 que Tomislav Nikolić havia mort persones d'edat avançada a Croàcia durant la guerra. Va ser multada amb 200.000 dinars serbis (al voltant de 2.000 euros en aquell moment). L'organització internacional dels drets humans Front Line condemnà els càrrecs com "part d'una campanya dirigida a estigmatitzar els defensors dels drets humans i les organitzacions de drets humans que operen a Sèrbia, retratant-los com a enemics del país", i Human Rights Watch va anomenar el cas com un exemple de lleis de difamació criminal usades com "una eina per silenciar les crítiques dels drets humans." Els càrrecs van ser anul·lats més tard en una apel·lació pel Tribunal de Districte de Belgrad.

## Reconeixement internacional
Kandić és receptora de més de 20 premis internacionals, regionals i nacionals de drets humans. El 2000 va guanyar el Premi Martin Ennals per a Defensors dels Drets Humans, concedit conjuntament per Amnistia Internacional, Diakonia, Human Rights Watch, HURIDOCS, Alerta Internacional, Comissió Internacional de Juristes, International Federation of Human Rights, Servei internacional per a drets humans i Organització Mundial contra la Tortura, concedit anualment a un individu o una organització que ha mostrat un valor excepcional en la lluita contra les violacions dels drets humans.
Ella va ser catalogada per Time com un dels seus 36 Herois Europeus de l'any 2003, i novament va aparèixer com a Heroïna Europea Time el 2006. El 2004 l'ONG txeca Gent amb Necessitat va guardonar Kandić i l'HLC amb el seu Premi Homo Homini, presentat per Václav Havel.
El 2005 va ser proclamada ciutadana honorífica de Sarajevo, i la revista Slobodna Bosna la va nomenar Persona de l'Any a Bòsnia i Hercegovina. El setembre de 2006, Kandić va ser nomenada per a l'Orde Danica Hrvatska, atorgada pel president de Croàcia a persones que han contribuït significativament a l'avenç dels valors morals.
Els seus premis inclouen els següents:
- Premi Human Rights Watch (1993)[17]
- Premi Estats Units i Unió Europea de la Democràcia i la Societat Civil (1998)[20]
- Premi Martin Ennals per Defensors dels Drets Humans (1999)[3]
- Premi del Comitè d'Advocats pels Drets Humans (1999)[21]
- Premi de la Fundació Nacional per la Democràcia (2000)[21]
- Geuzenpenning (2000)[22]
- Premi Roger E. Joseph (2000), donat per l'Hebrew Union College–Jewish Institute of Religion[23]
- Premi Alexander Langer (2000)[24]
- Premi al Coratge Civil (2000)[21]
- Doctora honoris causa per la Universitat de València (2001)[20]
- Premi Rule of Law de l'American Bar Association (2003)[20]
- European Heroes Award, Time Magazine (2003)
- Premi Homo Homini - Gent amb Necessitat (2003)[18]
- Ciutadana honorària de Sarajevo (4 octubre 2005)[3]
- Orde Danica Hrvatska (2006)[19]
- Premi Anual de Civil Rights Defenders (2013)[25]
- Premi Internacional Hrant Dink (2013) (xinès)
- Harta e artë e Kosovës (2018)[26]